# 大日本天狗党絵詞
『大日本天狗党絵詞』（だいにっぽんてんぐとうえことば）は、黒田硫黄による日本の漫画作品。講談社『月刊アフタヌーン』1994年10月号から1997年1月号まで連載された。全28話で、話数表記は「巻○○」である。単行本は全4巻が発行されている。現代日本を舞台に、幼い頃に天狗にさらわれたシノブと、日本を彼らの国に作り変えようと奔走する天狗たちを描く。作者の初連載作品であり、全編筆による作画が行なわれている。第1話が掲載された『月刊アフタヌーン』1994年10月号には、本編の前に「かみかくし 『大日本天狗党絵詞』の世界」と題する4点のカラー・イラストによる絵物語が掲載された。この作品は、単行本に収録されていない。
作中では、天狗は一般的に知られているような高い鼻を持つ姿ではなく、普通の人間と同じ姿で描かれている。しかし本体はカラスやトビなどの鳥であり、年季の入った天狗は「魂抜け」によって人間の体と本体とを分離させることができる。また「雲踏み」と呼ばれる空中飛行をすることができる。

## あらすじ
小学校の入学式をきっかけに人間社会から離れ、天狗の「師匠」とともに生活していたシノブは、ある日、自分の生家で自分の偽者である泥人形が、自分の名を名乗って生活していることを知る。シノブの偽者はもともと師匠が作ったものだったが、その泥人形に違和感を抱いた師匠は泥人形の生活を調べ始める。それは「師匠」が作ったものではなく、シノブの叔父の高間が、別の天狗に作らせた泥人形「しのぶ」であった。自分の泥人形に執着する高間は、自分の身の回りを嗅ぎまわっていた師匠を「邪眼」で追い払う。「邪眼」に怖気づいた師匠は、やがて天狗を引き寄せる力を持つ少女・幸南を利用し、天狗の権威復活のために「大日本天狗党」を作ることを決意する。

## 登場人物
シノブ
本作品の主人公。女性。小学校の入学式の時に天狗である師匠に連れ去られ、15年間、彼に従ってホームレスのような生活を送ってきた。ある日ふと生家を訪れ、そこに自分の名を名乗る偽者が生活していることを知り、人間にも天狗にもなれない自分の存在に疑問を抱くようになる。
師匠（ししょう）
シノブをさらった天狗。幸南との出会いをきっかけに、零落した天狗の再興のため、仲間を集めて「大日本天狗党」を打ち立てることを思い付く。
高間（たかま）
シノブの叔父で大学教授。しのぶの偽者（泥人形）に強い執着をもっており、泥人形の様子を探りにきた師匠を邪眼で追い払った。人形の寿命が来たことを知り、寿命を伸ばすために伝説の天狗・Z氏に会おうとする。
飯綱の犬太夫（いづなのいぬだゆう）
天狗。もともと師匠の弟子であったが、命を助けられた高間に恩に報いるためにしのぶの泥人形を作る。
有吾堂（ゆうごどう）
師匠の友人である天狗。骨董店「有吾堂」を営んでおり、「天狗党」の活動資金を提供する。
比良井（ひらい）
齢120の若手の天狗。コンビニのレジ打ちをして生活していた。シノブたちと行動するうちに幸南に惚れ、彼女を連れ去ろうとする。
幸南（ゆきな）
女子高生。雪の中で寝ているところをシノブに見つけられ、師匠に天狗の才能を見込まれる。天狗をひきつける力があり、「天狗党」の仲間集めのために協力させられる。
Z氏（ぜっとし）（善界坊）
天狗たちから崇められている伝説的な天狗。幸南を寄り代にして現れたのち、師匠の天狗再興に力を貸すために沖ノ鳥島から巨大な西洋人の姿で本土へ現れる。
としのり
シノブの実弟。両親を失ってから叔父の高間の世話で偽者のしのぶと二人暮らしをしている。
しのぶ・恣（しのぶ・ほしいまま）
飯綱の犬太夫が高間のためにつくった泥人形。シノブに成り代わって生活している。

## 書誌情報
- 黒田硫黄『大日本天狗党絵詞』 講談社〈アフタヌーンＫＣ〉、全4巻
  1. 1995年04月18日発売[1]、ISBN 978-4-06-314111-5
  2. 1996年02月21日発売[2]、ISBN 978-4-06-314129-0
  3. 1997年04月21日発売[3]、ISBN 978-4-06-314150-4
  4. 1997年05月21日発売[4]、ISBN 978-4-06-314152-8
- 黒田硫黄『新装版　大日本天狗党絵詞』 講談社〈アフタヌーンＫＣ〉、全3巻
  1. 2008年10月23日発売[5]、ISBN 978-4-06-314536-6
  2. 2008年11月21日発売[6]、ISBN 978-4-06-314540-3
  3. 2008年12月22日発売[7]、ISBN 978-4-06-314542-7